# Alpha Horologii
Alpha Horologii (66 Horologii) é uma estrela na direção da Horologium. Possui uma ascensão reta de 04h 14m 00.08s e uma declinação de −42° 17′ 37.9″. Sua magnitude aparente é igual a 3.85. Considerando sua distância de 117 anos-luz em relação à Terra, sua magnitude absoluta é igual a 1.07. Pertence à classe espectral K1III.